# Бондаренко Віктор Дмитрович
Віктор Дмитрович Бондаренко (нар. 28 жовтня 1956, село Охіньки, Прилуцький район, Чернігівська область) — директор Департаменту атестації кадрів Міністерства освіти і науки України (2011—2014), завідувач першої в Україні кафедри богослов’я та релігієзнавства УДУ імені Драгоманова, реорганізованої 2018 року з раніше існуючої кафедри культурології (котра раніше називалась кафедрою наукового атеїзму). Професор кафедри політології Національної академії державного управління при Президентові України.

## Біографія
Українець. Батько Дмитро Павлович (1927—1982) — колгоспник, мати Марія Павлівна (1926—2011) — пенсіонерка. Дочка Мар'яна (1979), дочка Юліана (1989). Брат Володимир (1952) — народний депутат України.
Прилуцьке педагогічне училище імені Івана Франка (1972—1976). Київський університет імені Тараса Шевченка, філософський факультет (1976—1981), філософ-викладач філософських дисциплін. Національна академія внутрішніх справ, факультет правознавства (1994—1997), юрист. Докторська дисертація «Інституалізована православна релігійність в умовах сучасних суспільно-політичних змін в Україні». Доктор філософських наук (1993), професор (1997).
- 10.1981-12.1983 — інспектор, старший інспектор Ради у справах релігій при Ради Міністрів УРСР.
- 12.1983-07.1991 — молодший науковий працівник, старший науковий працівник, провідний науковий працівник Міжреспубліканського філіалу Інституту наукового атеїзму Академії суспільних наук при ЦК КПРС, місто Київ.
- 07.1991-03.1993 — старший науковий працівник відділу релігієзнавства Інституту філософії АНУ.
- 03.1993-01.1994 — головний консультант Служби Президента України з питань внутрішньої політики.
- 01.1994-09.1996 — головний консультант, 09.1996-01.1997 — заступник керівника Служби з питань гуманітарної політики — завідувач відділу науки і освіти Адміністрації Президента України.
- 22 січня 1997 — 19 жовтня 2005 — Голова Державного комітету України у справах релігій [1][2].
- 06.2007-11.2008 — вчений секретар, 11.2008-05.2011 — перший заступник Голови ВАК України.

Директор Департаменту атестації кадрів Міністерства освіти і науки України в 2011—2014 роках.
Завідувач кафедри культурології НПУ імені Драгоманова з 2015 року..
До нього цю посаду в 2014-2015 роках обіймала Котлярова Тетяна Олександрівна, котра 2015 року стала його заступником.  .

## Наукова діяльність
Член Асоціації релігієзнавців України (з 1993). Академік Міжнародної кадрової академії (03.1997). Член-кореспондент Національної академії педагогічних наук України.
Заслужений діяч науки і техніки України (з грудня 2000). Почесна грамота Кабінету Міністрів України (жовтень 2001). Орден «За заслуги» III ступеня (червень 2008).
Монографії: «Релігійна громада у сучасному суспільстві» (1987), «Сучасна православна релігійність» (1989).

## Критика
Бондаренко був звільнений з Міністерства освіти та науки в березні 2014 року, проте ще деякий час опирався цьому рішенню, перебуваючи на лікарняному. Під час виборів до Національного агентства із забезпечення якості вищої освіти (НАЗЯВО), які пройшли в червні 2015, був обраний одним з членів агентства. Це викликало обурення громадськості.. Журналісти звертали увагу на процедуру виборів членів Агентства та на їх якісний склад, до яких було висунуто низку претензій Протест висловило й керівництво МОН, яке видало заяву з засудженням виборів
31 серпня 2016 року Віктора Бондаренка було виключено зі складу НАЗЯВО, як особу, яка підпадає під дію Закону «Про очищення влади».

## Наукові книги та брошури
1. Методические рекомендации по организации атеистической работы среди последователей православия / Общество "Знание" Украинской ССР, Республиканский дом научного атеизма ; подготовили: Калинин Ю. А., Бондаренко В. Д. К., 1986.
2. Критический анализ православно-богословской концепции "христианского служения миру" : диссертация ... кандидата философских наук. К., 1987.
3. На весах жизненной правды Очерк о практике и пробл. атеист. воспитания молодежи / В. Д. Бондаренко, В. Е. Елесеев; Под ред. А. Д. Коваля. К., 1987.
4. Методические рекомендации по нейтрализации влияния православия на семью / [Подгот. Бондаренко В. Д.]. К., 1987.
5. Еволюція сучасного православного богослов’я. К., 1988;
6. Обзор периодических изданий Русской православной церкви / Подгот. Бондаренко, В.Д., канд. филос. наук, Новиченко, Н.Р. К., 1989.
7. Религиозная община в современном обществе. К., 1988 (співавтор);
8. Современное православие: тенденции эволюции. Симферополь, 1989.
9. Русская православная церковь: история и современность (Метод. рекомендации). К., 1989.
10. По страницам "Журнала Московской патриархии" / Украинский республиканский дом научного атеизма ; [составитель В. Д. Бондаренко]. К., 1989.
11. Перебудова і церква. К., 1990;
12. Проблемний огляд журналу "Православний вісник" [Текст] / [підгот. Бондаренко В. Л., Черкасов С. М. К., 1990.
13. Українська католицька церква. К., 1991 (співавтор).
14. Межконфессиональные отношения и межцерковный конфликт на Украине : (результаты социологического исследования) / В. П. Перебенесюк ; ред. В. Д. Бондаренко; Укр. науч.-исслед. ин-т проблем молодежи. – Киев: [б.и.], 1992.
15. Институализированная православная религиозность в контексте современной общественно-политической ситуации в Украине : автореферат дис. ... доктора философских наук. К., 1993.
16. Релігійне життя в Україні: Стан, проблеми, шляхи оптимізації. К., 1996 (співавт).
17. Церкви і релігійні організації України у 2001 році: довідник. К., 2002.